# Castiglione d’Orcia
Castiglione d’Orcia – miejscowość i gmina we Włoszech, w regionie Toskania, w prowincji Siena.
Według danych na rok 2004 gminę zamieszkiwało 2505 osób, 17,8 os./km².